# New romantic
New romantic is een stroming binnen de jongerencultuur die in de jaren zeventig van de twintigste eeuw ontstond in de nachtclubs van Londen.
De stroming ontstond uit de new wave-rage. Toen men geen passende naam voor deze stijl vond (eerst werd gesproken van "The Cult With No Name"), gaf een artikel in de muziekpers over de tweede single van de groep Duran Duran This Is Planet Earth: "Some New Romantic Looking For The TV Sound", in 1981 de stroming een naam. New romantic, hoewel ontstaan uit een stroming die op zijn beurt weer voortkwam uit punk, was daar in veel opzichten het tegenovergestelde van. Daar waar punk zich richtte op afstotende en agressieve kleding, richtte de new romantics zich namelijk juist op liefelijke, glamourachtige en stijlvolle ontwerpen. Een andere tegenstelling was dat de new romantics zochten naar nieuwe mogelijkheden en inzichten: punk was tegen de samenleving zoals die in die tijd was, new romantic zoekt juist naar bevestiging dan wel nieuwe kansen op basis van de samenleving.
De aanhangers van deze stroming, die naast New Romantics ook Blitz Kids genoemd worden, zijn genoemd naar de legendarische nachtclub "The Blitz" in Londen. Deze bezoekers, waarbij ook Gary Numan hoorde, vielen op door hun exotische kleding, bestaande uit klassieke uniformen, hoeden, harlekijnkostuums en indianenkleding. De make-up was ook extreem, en de bizarre haarstijlen vielen op.
In hoeverre new romantic de gothic-beweging beïnvloedde, is onzeker. Geconcludeerd is wel dat diverse kleding- en haarstijlen van de latere, Duitse gothic- en wavebeweging overgenomen werden, zoals blouses en avondkleding.
De new romantics hadden vooral ook hun eigen muziekstijl. De muziek van deze beweging bewoog zich tussen new wave, funk en glamrock. Bands die muziek van deze stroming bekendmaakten, waren Visage, The Human League en Spandau Ballet; het was de inspiratie voor de latere synthpop. Enkele andere bands die met deze muziekstijl werden geassocieerd waren:
- A Flock Of Seagulls
- ABC
- Adam & the Ants
- The Associates
- Blancmange
- Classix Nouveaux
- Culture Club
- Dead or Alive
- Depeche Mode
- Duran Duran
- Eurythmics
- Fiction Factory
- Heaven 17
- The Human League
- Gary Numan
- Japan
- Modern English
- Naked Eyes
- Orchestral Manoeuvres in the Dark
- Payola$
- Simple Minds
- Soft Cell
- Spandau Ballet
- Spoons
- Strange Advance
- Talk Talk
- Tears for Fears
- Ultravox
- Visage
- Wang Chung
- Yazoo